# 恒隆集團
恒隆集團有限公司（港交所：10）是一家在香港交易所上市的地產投資公司。主要業務是物業發展以供銷售、投資物業以供收租之用、擁有和管理酒店、停車場管理及物業管理，以及經營乾洗服務。
公司在香港註冊，於1960年9月13日由陳曾熙、陳曾燾創辦，現任董事長為陳曾熙孫子、陳啟宗兒子陳文博。作为一家具规模的顶级地产发展商，〝以客为尊〞的服务理念是我们的业务核心。多元化的物业组合覆盖香港和九个内地城市，包括上海、沈阳、济南、无锡、天津、大连、昆明、武汉和杭州。我们在内地的物业组合均以恒隆广场〝66〞品牌命名、定位高端，成功在内地奠定作为 〝城市脉动〞 的领导地位。

## 歷史

### 港府換地
恆隆創辦於1960年，創辦人陳曾熙（1923-1986年），原籍廣東台山。陳曾熙戰前曾留學日本，攻讀土木工程學，回港後在永隆銀行任職，擔任外匯、樓宇按揭業務，認識到香港地產業的潛力。50年代初，陳曾熙離開永隆銀行，與友人合夥創辦大隆地產，開始涉足地產業。其弟陳曾燾早年畢業於復旦大學，曾在婆羅洲一帶經營建築生意，回港後協助兄長承包建築工程，生意逐漸做大。
1960年，陳曾熙兄弟自立門戶，註冊成立了恆隆有限公司，初期在九龍太子道一帶發展過不少住宅樓宇。恆隆的起步，得益於60年代初與港府的一次換地交易。當時，港府需要恆隆擁有的九龍荔枝園後面的一個山頭興建瑪嘉烈醫院，於是以何文田山與恆隆交換，後來恆隆在何文田發展起恆信園住宅樓宇，奠定了公司日後在地產業發展的基礎。

### 上市發跡
1972年10月21日，恆隆在香港上市，公開發售2,400萬股新股，每股面值2元，以8.5元 價格發售，集資逾2億元。恆隆上市時共擁有5個發展地盤，包括港島半山區列提頓道1號的豪宅大廈恆柏園、北角雲景道的恆景園、恆英樓等，另有6個已建成或正在建築中的收租物業，包括銅鑼灣的恆隆中心、九龍的柏裕商業中心、港島南灣道的寶勝樓等， 已初具規模。
恆隆上市後，即將所籌集資金進行項重大投資，它耗資1.15億元以高價購入九龍旺角的邵氏大廈和新華戲院，而這兩項物業都須到1973年底才能交吉。由於出價遠遠拋離當時旺角的樓宇價格，這項交易成為當時轟動一時的新聞。後來，香港股市、地產暴跌，恆隆的大部分資金被凍結，以致錯過了1975至1976年香港地價跌至谷底時廉價購入大量土地的良機。在把握地產市道循環走勢方面，恆隆顯然比長實、新鴻基地產稍遜籌。
恆隆上市後首年純利曾高達6,570萬元，超過合和實業，比新地高出二成八，比長實高出五成。其股價亦一度衝至每股29.2元水平，市值達35億元。不過，由於恆隆看錯地產循環走勢，翌年純利大減近四成，直至1978年度才再度超越1973年度的水平。
在經營上，恆隆與長實、新地等相比一個明顯不同的特色是它相當重視地產投資業務。1972年恆隆上市時，它的租金收入僅500萬元，佔公司經營收入的10％。但到1977年度，恆隆的租金收入已增加到2,880萬元，佔公司綜合純利的比重已超過45％。恆隆在地產經營上的另一個重要恃色，就是它重視發展龐大的住宅區計劃。早在1975年恆隆就興建有600個住宅單位的荔灣花園。1977年，恆隆與合和合組財團，奪得地鐵九龍灣車輛維修廠上蓋的物業發展權，該項目有超過5,000個住宅單位，德福花園的發展利潤由地鐵公司佔50％，恆隆、合和各佔25％，當時平均每個單位的售價達22萬元，超過原來的估計，恆隆賺取了可觀利潤。
1978年，恆隆以2億元向上市公司淘化大同購入約22.26萬方呎土地，計劃興建淘大花園。其後恆隆以每股9.65元收購淘大75.6％股權，使之成為恆隆的附屬公司，以使進一步開發淘大的土地資源。淘大花園最後分四期發展，建成4,800個住宅單位和部分商場，總投資達9.4億元。
1979年，恆隆與長實（恆隆佔37.5％），再投得地鐵旺角站上蓋物業發展權，興建一幢22層高的商業大廈旺角中心。80年代初，旺角中心推出之際，正值地產高峰期，扣除給予地鐵的盈利之外，總利潤高達43億元，恆隆賺得其中的1.6億元。

### 地鐵戰略
恆隆的發展，與地鐵站沿線上蓋物業發展有著極密切的關係。1981年，正值恆隆各項投資收成在望，業務進入高峰期之際，恆隆領導層雄心萬丈，先後與新世界發展、凱聯國際酒店、華懋集團、信和置業、華光地產、怡華置業、益新置業、萬邦置業、廖創興企業及淘大置業等地產公司合組成3個財團，競投地鐵港島沿線9個地鐵站上蓋物業發展權，全部發展計劃包括興建8幢商業大廈和擁有8,000個住宅單位的私人屋苑，總樓面面積達700萬方呎，估計建築成本超過70億元，總售樓收益高達183億元。其中，恆隆可獲利逾40億元。結果，以恆隆為首的3個財團奪得地鐵港島沿線9個地鐵站上蓋物業發展權。
這時，恆隆的聲譽和實力都達到了它上市以來的最高峰，主席陳曾熙更打破一貫低調的作風，對記者暢談恆隆的發展大計，喜悅之情溢於言表。據陳曾熙透露，當時恆隆擁有的土地儲備，足夠發展到1987年，全部完成後擁有的總樓面面積接近1,000萬方呎。1981/82年度，恆隆錄得純利3.52億元，創上市以來的第二個高峰。
80年代初，以恆隆為首的財團曾連奪港島地鐵沿線9個地鐵站上蓋物業的發展權，恆隆因而聲名大噪。可惜遇上地產崩潰，恆隆被迫放棄金鐘二段的發展權，其他地鐵站上蓋發展權亦被迫押後。是役，恆隆備受打擊，股價亦一度跌至低點。1985年12月入選恒生指數成份股，1988年間接持有格蘭酒店控股權，並進行重組。
不過，恆隆與地鐵公司的合作關係並未中斷。踏入過渡時期，隨著地產市場的復甦，雙方著手修訂原來計劃，將地鐵沿線各站上蓋從原來的商業用途修改為住宅用途，並減低補地價金額。1984年5月，太古地鐵站上蓋康怡花園動工，補地價3億元，另投資37億元，興建9,500個住宅單位，其中2,200個為居屋單位。這個佔地17公頃的大型屋苑出售時地產市道好轉，首批3,000多個住宅單位立即售罄。受此鼓舞，1985年7月恆隆再與新世界、廖創興企業、萬邦投資及中建企業重組財團（恆隆佔60％），繼續與地鐵公司合作，斥資20億元發展港島剩餘的5個地鐵站上蓋物業，其中補地價僅6.14億元。是項計劃包括上環果欄、海事處總部大樓、灣仔修頓花園，以及天后站和炮台山站上蓋物業，總建築面積270萬方呎，其中住宅樓宇160萬方呎。這是恆隆在80年代最大的地產發展項目。

### 併購囤地
不過，恆隆在80年代的發展，始終受金鐘二段一役的影響，對地產循環的戒心大增，投資策略亦漸趨保守。1985年以後地產市道逐漸回升，恆隆即迫不及待地將地鐵沿線發展物業出售，鰂魚涌太古站上蓋的康怡花園、富澤花園及栢景臺等8,000個住宅單位，即在1984年10月至1987年3月期間以樓花方式售罄，絕大部分單位以每方呎500至800元分期售出，而這批樓宇在其後三年價格升幅逾倍，恆隆白白少賺了不少。也正因為對地產循環持有戒心，恆隆的土地儲備亦逐漸維持在低水平，與長實、新地、恆地等相距日遠，若干很有潛質的物業，如太古水塘（現時的康景花園）、樂活道地段（現時的比華利山等）均先後將半數權益售予恆地，並由對方策劃發展及代理銷售，此舉亦減少了恆隆的盈利。至1987年，施工中的維德廣場項目（即前船政署及恆星戲院地皮，及後改名為無限極廣場）亦賣給莊啟程旗下的維德集團。
1986年恆隆主席陳曾熙逝世，遺下龐大恆隆股份指明舊屬殷尚賢作為遺產信託人，其弟陳曾燾則擔任恆隆主席。陳曾燾時代，恆隆進行了連串集團架構重組。早在1980年8月，恆隆已購得上市公司淘化大同75.6％股權，淘大以其食品加工業務為恆隆的盈利作出貢獻，同時亦為恆隆提供了牛頭角龐大土地儲備。淘大被恆隆收購後地產業務比重加大，與母公司恆隆業務日漸重疊。1987年8月，恆隆與淘大重組，恆隆成為集團控股公司，並專注地產發展，而淘大則易名為淘大置業，成為恆隆旗下地產投資公司，持有恆隆中心、柏裕商業中心、雅蘭酒店、康怡廣場、金鐘廊等一系列投資物業。1988年4月，恆隆透過淘大收購樂古實業，並再度重組，將樂古改名為格蘭酒店集團，專責酒店業務。自此，恆隆集團自成一系，系內各上市公司業務清晰，便於發展。不過亦有人批評恆隆將過多精力浪費在業務重組方面，錯過這一時期積極增加土地儲備的良機。

### 商圈收租
1991年1月，陳曾燾退任董事，由陳曾熙長子陳啟宗接任恆隆主席，恆隆進入家族第二代管理時期。陳啟宗上任後，一方面表示將繼續遵循父親陳曾熙及叔父陳曾燾的穩健發展路線，但同時亦採取了一系列矚目行動，包括親赴英、美、日等國進行全球巡迴推介恆隆集團；引進先進管理技術，如最早發行可換股價券吸引外國資金、成功推行「C計劃」以打破銀行收緊樓宇按揭的僵局等等，獲得投資者的好評。陳啟宗並表示：恆隆會繼續積極擴大投資物業組合比重，同時在增加土地儲備方面亦將更加活躍，爭取5年後與其他地產集團看齊。
不過，90年代恆隆系發展策略的重點，似乎仍集中於擴大投資物業方面，其中淘大置業擔任這方面的主角。1992年6月，淘大宣佈10股供3股計劃，集資27.9億元，其後在8個月內全數用於擴展投資物業組合，包括以7.2億元購入約17萬方呎麗港城商場、以9億元購入約30萬方呎的中區渣打銀行總行大廈、以3.3億元購入15萬方呎的長沙灣百佳大廈、以8億元購入的豪華住宅花園台2號等。1993年1月以後，淘大通過撥出內部資金及借貸共11.4億元，10月再透過發行可換股價券集資19.9億元，繼續收購有升值、加租潛力的優質投資物業,在短短一年半時間內，恆隆系已動用50億元購入投資物業。
1993至1994年間，淘大置業的投資物業陣營進一步加強，先是位於太平山頂的山頂廣場落成啟用，該物業樓面面積13.4萬方呎，全部租出；而早幾年向張玉良家族購入的銅鑼灣百德新街一帶物業，價位亦已大幅上升。「食街」經改造成「名店坊」後租金升幅逾倍。1994年，淘大又斥資12億元收購旺角麗斯大廈，而拆卸重建的尖沙咀格蘭中心亦落成啟業。1996年淘大置業旗下的收租物業面積已達546萬方呎，絕大部分均是位於地鐵及九廣鐵路沿線的優質物業，年租金收益接近24億元。
2002年8月宣佈把格蘭酒店私有化，並於翌年2月完成。公司在香港註冊，主席為陳啟宗。2008年12月31日半年業績，公司的資產淨值為719.392億港元，純利為9.0550億港元。
2018年6月，杭州拍賣武林商業圈百井坊、現為杭州恒隆广场的地皮，新地（0016）、新世界（0017）等俱傾巢而出。經過瘋狂「舉牌」七小時，喊足三百三十六口價後，最終由恒隆（0010）擊退九倉（0004），以一百○七億三千萬人民幣投得地王，較底價高出超過一倍。
2020年9月，恆隆以25.66億港元，買入美國駐香港及澳門總領事館作為宿舍用的香港南區壽臣山壽山村道37號物業，面積約94796平方呎。
2024年4月26日，陳啟宗退任董事後正式榮休，並交由兒子陳文博接任恆隆主席。

## 外部参考
- 恒隆集團網址